# Kolejowa wieża ciśnień w Toruniu
Kolejowa wieża ciśnień w Toruniu – wieża ciśnień znajdująca się w lewobrzeżnej części Torunia, w dzielnicy Podgórz, przy ul. Akacjowej 19, wykorzystywana jako budynek mieszkalny.

## Historia
Wieżę ciśnień wybudowano w latach 1941–1943, rękami jeńców brytyjskich i radzieckich. Generalnym wykonawcą robót była firma Siemens. Kształt wieży miał podkreślać siłę III Rzeszy. Wieża była w stanie obsłużyć dziennie około 100 parowozów, gdzie jedna lokomotywa pobierała około 20 m³ wody. Podczas natarcia Armii Czerwonej w 1945 roku wieża została ostrzelana. Budynek należał do Polskich Kolei Państwowych, zarządza nim wspólnota mieszkaniowa – jest zamieszkały co najmniej od kilkudziesięciu lat.
Obiekt wpisany jest do gminnej ewidencji zabytków (nr 2202).